# Tzotzilowie
Tzotzilowie, Tsotsilowie – grupa etniczna, podgrupa Majów zamieszkująca centralną część meksykańskiego stanu Chiapas, w okolicach miasta San Cristóbal de las Casas. 
Posługują się językiem tsotsil, blisko spokrewnionym z tseltalskim. Ich populację w roku 2020 szacowano na ok. 550 tys. osób. Zamieszkują 43 gminy w centralnym Chiapas, w tym popularne wśród turystów miejscowości Chamula, Zinacantán, Larráinzar, San Cristóbal de las Casas. W dużym stopniu zachowali dawne, przedchrześcijańskie wierzenia i obyczaje, które włączyli do swojego synkretycznego katolickiego obrządku.  

Mieszkańcy San Juan Chamula z sakramentów uznają tylko chrzest, którego udziela kapłan przyjeżdżający niezbyt często i tylko w tym celu do miasta. Niektóre polskie artykuły podają informację, że księża nie są tu tolerowani na co dzień, a ostatni został wypędzony w połowie XX wieku, chociaż zagraniczne media wymieniają proboszcza z San Juan Chamula z imienia i nazwiska. Jako święte napoje, pite także w kościele, uznają pox i coca-colę. Sama świątynia nieznacznie różni się wyposażeniem od katolickich. Wypełniona jest przynoszonymi przez wiernych świecami i kadzidłami oraz według Ewertowskiego posągami świętych z oderwanymi rękami, chociaż dłonie figur widoczne są na zdjęciach, a antropolog Ricardo Pozas tak opisuje jedną z figur w tym kościele: "święty Mikołaj, patron kur: trzyma miseczki, ażeby włożyć tam kukurydzę i dać jeść kurom. Ale nie wiem, jak święty Mikołaj to robi, jak daje kurom kukurydzę, jeśli obydwie ręce ma zajęte". 

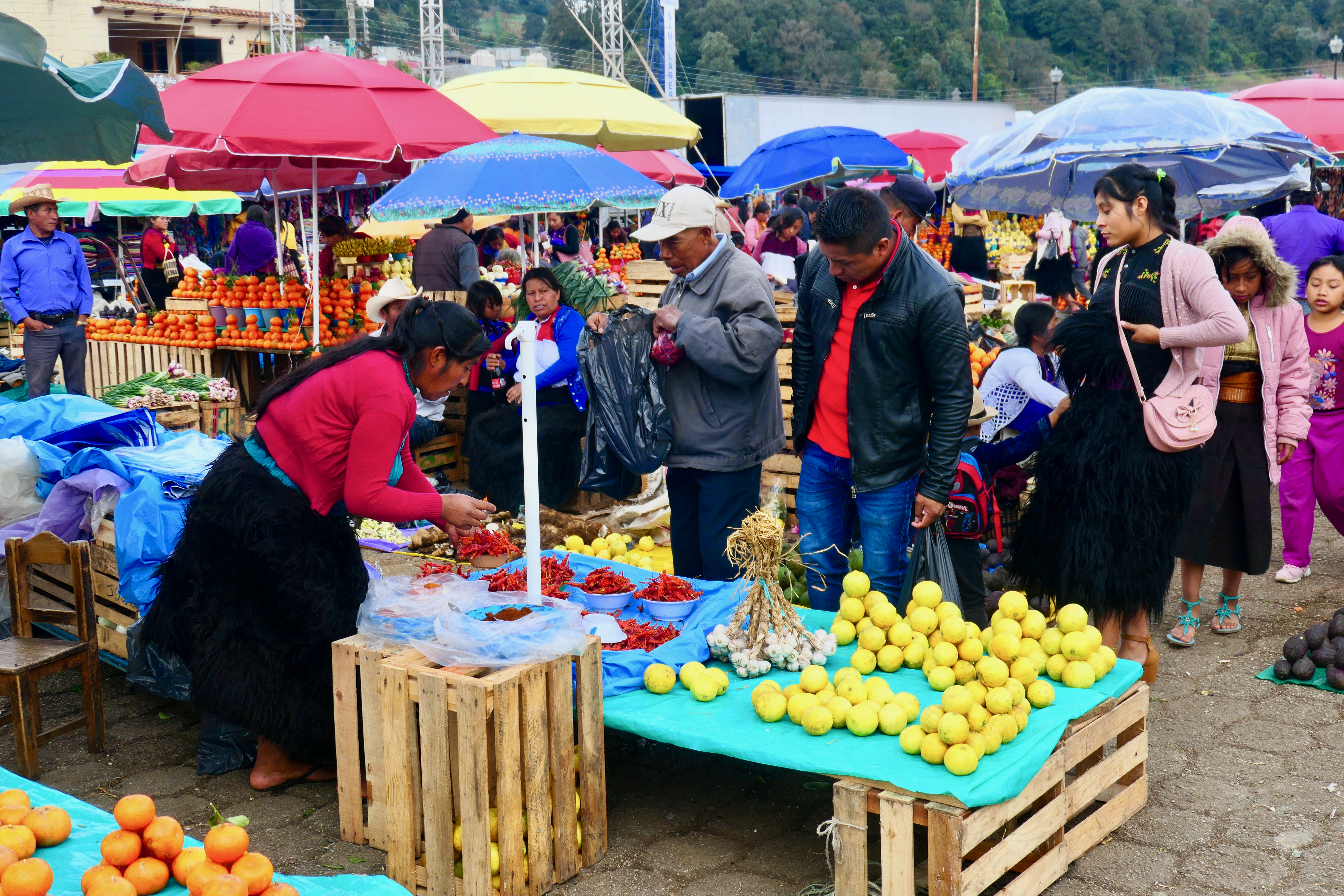
Dzień targowy w San Juan Chamula (2020)